# Футан (Анзянг)
Футан (вьет. Phú Tân) — уезд в провинции Анзянг, Вьетнам.

## География
Уезд Футан расположен в следующих границах:
- На востоке граничит с уездом Тханьбинь (провинция Донгтхап) по реке Тьен.
- На западе — с уездом Тяуфу,
- На северо-западе — с городом Тяудок по реке Хау.
- На юге — с уездом Тёмой через реку Вамнао
- На севере — с уездом Хонгнгы (провинция Донгтхап) и городом Тантяу.

Футан с четырёх сторон окружен реками. Река Тянь на востоке, река Хау на западе, канал Виньан (соединяющий Тянь и Хау) на севере и северо-западе, река Вамнао (соединяющее Тянь и Хау) на юге и юго-западе. Речная сеть густая. Почвы в основном аллювиальные.

## Административное деление
Уезд Футан включает в себя 18 административных единиц: города Фуми (столица уезда) и Тёвам и 16 общин: Биньтханьдонг, Хьепсыонг, Хоалак, Лонгхоа, Фуан, Фубинь, Фухьеп, Фухынг, Фулам, Фулонг, Футхань (Phú Thành), Футхань (Phú Thạnh), Футхо, Фусюан, Тахоа, Танчунг.

## Население
В 2009 году в Футане проживала 221 тысяча человек. Проживающие в основном в сельской местности вьеты составляют этническое большинство (98 %). Есть также китайцы и тямы. Жители уезда в основном исповедуют хоахао (85 % населения), а также буддизм, протестантизм, католицизм, каодай и ислам.

## История

### До 1956 г.
Во время правления князей Нгуен деревни в районе Футан относились к городскому округу Тантяу. С момента вступления на престол Нгуен Тхе-то в 1802 году до 1831 года Футан относился к уезду Виньан города Виньтхань. В 1832 году Нгуен Тхань-то разделил территорию города между провинциями, Футан отошёл к провинции Анзянг. Административный центр уезда, Донгсюен, располагался в Лонгшоне.
В 1867 году французы оккупировали провинцию Анзанг и разделилили её. В 1889 году Футан принадлежал провинции Тяудок.
После августовской революции 1945 года правительство Вьетминя разделило территорию Футана между уездами Тяуфу и Тантяу провинции Тяудок. В период с 1948 по 1950 год уезд Тантяу принадлежал провинции Лонгтяутьен, а уезд Тяуфу — провинции Лонгтяухау. С середины 1951 года Футан принадлежал округу Тантяу провинции Лонгтяуша. В октябре 1954 года Футан вернулся в провинцию Тяудок.

### 1956—1975 гг.
В середине 1957 года революционное правительство передало территорию будущего уезда Футан провинции Анзянг. Уезд Футан был образован в декабре 1968 года из 4 общин уезда Тантяу и 5 общин уезда Тяуфу. Название Футан получено из названий Тяуфу и Тантяу.
В мае 1974 года уезд Футан оказался в составе провинции Лонгтяутьен.

### После 1975 года
В феврале 1976 года правительство восстановило провинцию Анзянг, расформировало уезды Футан А и Футан Б и учредило новый уезд Футан, включающий 10 административных единиц.
После этого произошёл ряд изменений административной структуры уезда, и 24 августа 2009 года структура приняла свой современный вид: 2 города и 16 общин.

## Культура

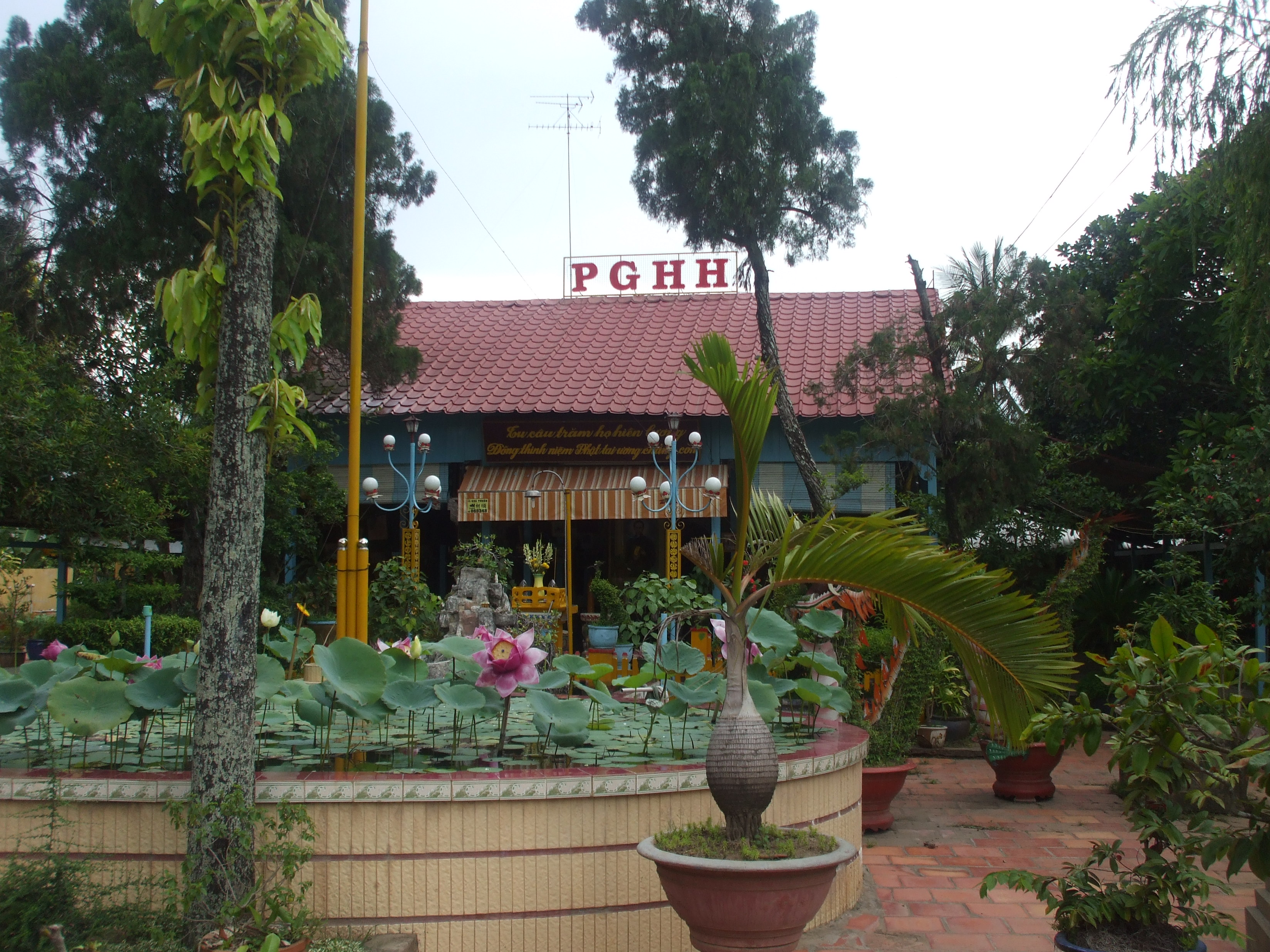
Буддийский общинный дом

В Футане есть ряд исторических и культурных тямских реликвий. Кроме того, много пагод, диней и святынь. Каждый год на фестивали приезжает множество туристов со всей провинции и из-за её пределов. Здесь зародилась религия хоахао, здесь же родился её основатель Хюинь Фу Шо.
Кроме того, здесь сохранились и развиваются традиционные ремесленные деревни, такие как, например, деревня Фуми, специализирующаяся на ковке.

## Экономика
Среднегодовой темп роста ВВП округа в 2001—2005 гг. составлял 10,79 %. В 2005 году на первичный сектор экономики приходилось 41,6 %, на вторичный — 20,8 %, и на сектор услуг — 37,6 %.